# Mistrzostwa Europy w Lekkoatletyce 2022 – skok w dal kobiet
Skok w dal kobiet – jedna z konkurencji technicznych rozgrywanych podczas lekkoatletycznych mistrzostw Europy na Stadionie Olimpijskim w Monachium.

## Terminarz
Źródło: european-athletics.com.
| Data        | Godzina |              |
| ----------- | ------- | ------------ |
| 16 sierpnia | 09:50   | Kwalifikacje |
| 18 sierpnia | 20:58   | Finał        |

## Rekordy
Tabela prezentuje rekord świata, rekord Europy, rekord mistrzostw Europy oraz najlepsze wyniki na listach światowych i eruopejskich w sezonie 2022 przed rozpoczęciem mistrzostw. Źródło: european-athletics.com, worldathletics.org.
|                          | Zawodnik           | Wynik | Miejsce     | Data                  |
| ------------------------ | ------------------ | ----- | ----------- | --------------------- |
| Rekord świata            | Galina Czistiakowa | 7,52  | Leningrad   | 11 czerwca 1988(dts)  |
| Rekord Europy            | Galina Czistiakowa | 7,52  | Leningrad   | 11 czerwca 1988(dts)  |
| Rekord mistrzostw Europy | Heike Drechsler    | 7,30  | Split       | 28 sierpnia 1990(dts) |
| Listy światowe           | Brooke Buschkuehl  | 7,13  | Chula Vista | 9 lipca 2022(dts)     |
| Listy europejskie        | Malaika Mihambo    | 7,12  | Eugene      | 24 lipca 2022(dts)    |

## Rezultaty

### Kwalifikacje
Awans: 6,75 m (Q) lub 12 najlepszych rezultatów (q). Źródło: european-athletics.com.
| Poz. | Grupa | Zawodniczka           | Reprezentacja   | Próby | Próby | Próby | Wynik | Uwagi |
| Poz. | Grupa | Zawodniczka           | Reprezentacja   | 1     | 2     | 3     | Wynik | Uwagi |
| ---- | ----- | --------------------- | --------------- | ----- | ----- | ----- | ----- | ----- |
| 1.   | A     | Malaika Mihambo       | Niemcy          | x     | 6,99  |       | 6,99  | Q     |
| 2.   | A     | Maryna Bech-Romanczuk | Ukraina         | x     | x     | 6,87  | 6,87  | Q,    |
| 3.   | A     | Milica Gardašević     | Serbia          | 6,83  |       |       | 6,83  | Q, =  |
| 4.   | B     | Ivana Vuleta          | Serbia          | x     | 6,53  | 6,67  | 6,67  | q     |
| 5.   | B     | Larissa Iapichino     | Włochy          | 6,63  | –     | –     | 6,63  | q     |
| 6.   | A     | Jazmin Sawyers        | Wielka Brytania | x     | 6,60  | r     | 6,60  | q     |
| 7.   | B     | Khaddi Sagnia         | Szwecja         | 6,19  | 6,41  | 6,59  | 6,59  | q     |
| 8.   | B     | Alina Rotaru-Kottmann | Rumunia         | x     | 6,32  | 6,58  | 6,58  | q     |
| 9.   | A     | Yanis David           | Francja         | 6,44  | 6,51  | 6,57  | 6,57  | q     |
| 10.  | B     | Jahisha Thomas        | Wielka Brytania | 6,38  | 6,57  | x     | 6,57  | q,    |
| 11.  | A     | Filippa Fotopoulou    | Cypr            | 6,54  | x     | 6,52  | 6,54  | q     |
| 12.  | B     | Merle Homeier         | Niemcy          | 6,49  | x     | x     | 6,49  | q     |
| 13.  | A     | Mikaelle Assani       | Niemcy          | x     | 6,43  | 6,46  | 6,46  |       |
| 14.  | A     | Jogailė Petrokaitė    | Litwa           | x     | 6,37  | x     | 6,37  |       |
| 15.  | A     | Irati Mitxelena       | Hiszpania       | 6,14  | 6,34  | 6,36  | 6,36  |       |
| 16.  | B     | Vasiliki Chaitidou    | Grecja          | 6,22  | 6,32  | 6,02  | 6,32  |       |
| 17.  | A     | Diana Lesti           | Węgry           | x     | 6,29  | x     | 6,29  |       |
| 18.  | B     | Maryse Luzolo         | Niemcy          | 6,28  | x     | 6,20  | 6,28  |       |
| 19.  | B     | Evelise Veiga         | Portugalia      | x     | 6,17  | x     | 6,17  |       |
| 20.  | B     | Abigail Irozuru       | Wielka Brytania | x     | x     | 6,15  | 6,15  |       |
| 21.  | B     | Anna Matuszewicz      | Polska          | x     | 5,93  | x     | 5,93  |       |
| 22.  | A     | Claire Azzopardi      | Malta           | 5,60  | 5,54  | x     | 5,60  |       |
| –    | B     | Maelly Dalmat         | Francja         | x     | x     | x     | NM    |       |
| –    | A     | Florentina Iusco      | Rumunia         | x     | r     |       | NM    |       |

### Finał
Źródło: european-athletics.com
| Pozycja | Zawodniczka           | Państwo         | Runda | Runda | Runda | Runda | Runda | Runda | Wynik | Uwagi |
| Pozycja | Zawodniczka           | Państwo         | 1     | 2     | 3     | 4     | 5     | 6     | Wynik | Uwagi |
| ------- | --------------------- | --------------- | ----- | ----- | ----- | ----- | ----- | ----- | ----- | ----- |
| 01 !    | Ivana Vuleta          | Serbia          | 7,06  | 6,98  | x     | x     | x     | –     | 7,06  | =     |
| 02 !    | Malaika Mihambo       | Niemcy          | 6,71  | 7,03  | 6,86  | 6,95  | x     | 6,99  | 7,03  |       |
| 03 !    | Jazmin Sawyers        | Wielka Brytania | 6,69  | 6,52  | 6,37  | x     | x     | 6,80  | 6,80  |       |
| 4.      | Maryna Bech-Romanczuk | Ukraina         | 6,70  | 6,62  | 6,76  | x     | 6,74  | x     | 6,76  |       |
| 5.      | Larissa Iapichino     | Włochy          | 6,53  | x     | x     | 6,60  | 6,62  | 6,28  | 6,62  |       |
| 6.      | Khaddi Sagnia         | Szwecja         | x     | 6,26  | 6,47  | 6,55  | 6,61  | 6,51  | 6,61  |       |
| 7.      | Milica Gardašević     | Serbia          | x     | 6,52  | 5,22  | x     | x     | x     | 6,52  |       |
| 8.      | Yanis David           | Francja         | 6,43  | 6,38  | 6,38  | 6,38  | 6,49  | 6,51  | 6,51  |       |
| 9.      | Merle Homeier         | Niemcy          | x     | 6,42  | 6,31  | NQ    | NQ    | NQ    | 6,42  |       |
| 10.     | Jahisha Thomas        | Wielka Brytania | 6,37  | 6,35  | x     | NQ    | NQ    | NQ    | 6,37  |       |
| 11.     | Alina Rotaru-Kottmann | Rumunia         | 6,26  | 6,23  | 6,07  | NQ    | NQ    | NQ    | 6,26  |       |
| 12.     | Filippa Fotopoulou    | Cypr            | x     | 6,10  | 6,26  | NQ    | NQ    | NQ    | 6,26  |       |